# Café de Paris
Café de Paris – pierwszy singel polskiego piosenkarza Dawida Kwiatkowskiego z jego ósmego albumu studyjnego, zatytułowanego Pop romantyk. Singel został wydany 18 kwietnia 2023. 
Kompozycja znalazła się na 6. miejscu listy OLiA, najczęściej odtwarzanych utworów w polskich rozgłośniach radiowych. Nagranie otrzymało w Polsce status podwójnie platynowego singla, przekraczając liczbę 100 tysięcy sprzedanych kopii.

## Geneza utworu i historia wydania
Utwór napisali i skomponowali Dawid Kwiatkowski, Dominic Buczkowski-Wojtaszek, Patryk Kumór i Emilian Waluchowski, natomiast za produkcję piosenki odpowiada Hotel Torino. Piosenkarz o singlu:

Czasami w mojej głowie przebija się myśl: a co by było, gdybym uciekł? Gdyby spełnić marzenia nastoletniego Dawida o życiu w Paryżu właśnie teraz? Czy ktoś by tęsknił, tak cholernie szczerze? Paryż. Tyś moim drugim, ukochanym domem. Tak bardzo się cieszę, że w końcu o Tobie śpiewam.

Singel ukazał się w formacie digital download 18 kwietnia 2023 w Polsce za pośrednictwem wytwórni płytowej Warner Music Poland. Piosenka została umieszczona na ósmym albumie studyjnym Dawida Kwiatkowskiego – Pop romantyk.
26 maja 2023 singel został zaprezentowany telewidzom stacji Polsat podczas Polsat SuperHit Festiwal 2023. 
31 grudnia 2023 utwór został wykonany podczas Sylwestrowej Mocy Przebojów emitowanej na antenie stacji Polsat w Chorzowie. 24 maja 2024 singel został zaprezentowany telewidzom stacji Polsat podczas Polsat SuperHit Festiwal 2024.

## „Café de Paris” w stacjach radiowych
Nagranie było notowane na 6. miejscu w zestawieniu OLiA, najczęściej odtwarzanych utworów w polskich rozgłośniach radiowych.

## Teledysk
Do utworu powstał teledysk, który udostępniono w dniu premiery singla za pośrednictwem serwisu YouTube.

## Lista utworów
- Digital download[3]

1. „Café de Paris” – 3:02

## Notowania
| Kraj   | Lista (2023)                   | Najwyższa pozycja |
| ------ | ------------------------------ | ----------------- |
| Litwa  | Tophit                         | 22                |
| Polska | OLiS – oficjalna lista airplay | 6                 |

| Kraj   | Lista (2023)                   | Pozycja |
| ------ | ------------------------------ | ------- |
| Polska | OLiS – oficjalna lista airplay | 44      |

## Certyfikaty
| Kraj          | Certyfikat         | Sprzedaż |
| ------------- | ------------------ | -------- |
| Polska (ZPAV) | 2× platynowa płyta | 100 000+ |

## Wyróżnienia
| Rok  | Konkurs                  | Kategoria    | Rezultat    |
| ---- | ------------------------ | ------------ | ----------- |
| 2023 | Przebój roku RMF FM 2023 | Przebój roku | 24. miejsce |